# Bestuurlijke indeling van Bosnië en Herzegovina

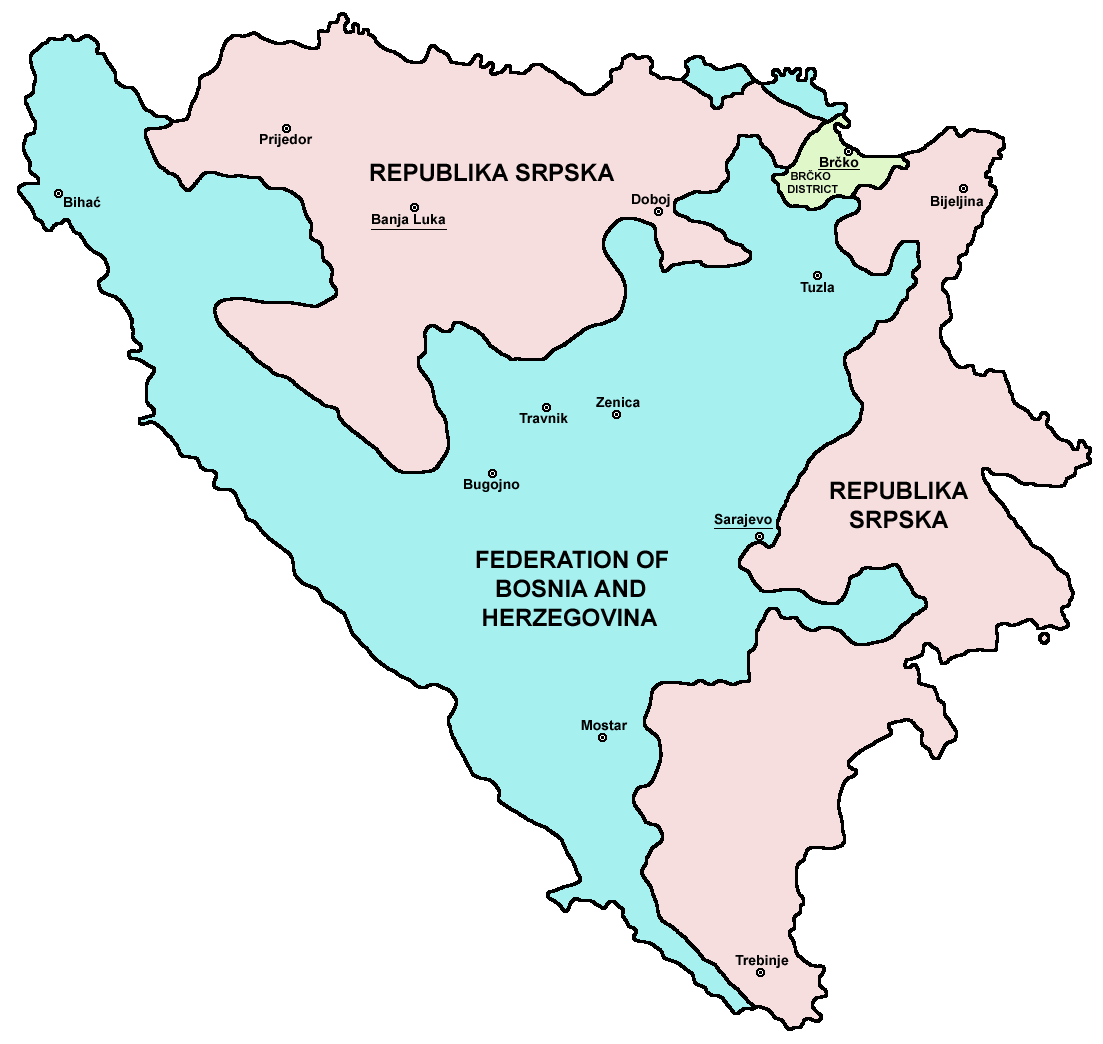
Entiteiten in Bosnië en Herzegovina

De bestuurlijke indeling van Bosnië en Herzegovina is enigszins complex. De reden hiervoor is gelegen in de samenstelling van de bevolking van het land: Kroaten, Bosniakken en Serviërs bevolken het land. Tot de burgeroorlog van 1992 tot 1995 woonden de drie volken veel gemengder door elkaar dan tegenwoordig: de etnische zuiveringen hebben de bevolkingsdelen van elkaar gescheiden. Het Verdrag van Dayton deelde het land zodanig in, dat elk van de drie bevolkingsdelen veel autonomie kreeg. Het land werd in twee entiteiten gesplitst: een voor de Serviërs (de Servische Republiek, Република Српска / Republika Srpska) en een voor de Bosniakken en Kroaten gezamenlijk (de Federatie van Bosnië en Herzegovina, Federacija Bosne i Hercegovine).
De Federatie van Bosnië en Herzegovina en de Servische Republiek zijn weer onderverdeeld in respectievelijk tien kantons (Bosnisch: Kanton; Kroatisch: Županija) en zeven regio's (Servisch: Регија/Regija). De kantons en regio's worden weer onderverdeeld in gemeentes, die in het Bosnisch en Kroatisch worden aangeduid als Općina en in het Servisch als Општина/Opština. Van de tien kantons van de federatie zijn er vijf die overwegend door Bosniakken worden bewoond, twee kantons zijn overwegend Kroatisch en drie kantons gemengd. In de etnisch gemengde kantons liggen de meeste bevoegdheden bij de gemeenten, aangezien die het meest 'etnisch zuiver' zijn; dit vermindert de kans op politieke strijd tussen de twee bevolkingsgroepen in een dergelijk kanton.
Naast de twee entiteiten is er nog het district Brčko (Brčko Distrikt/Брчко Дистрикт), dat een condominium van beide entiteiten is.

## Kantons van de Federatie van Bosnië en Herzegovina

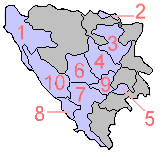
Kantons in de Federatie van Bosnië en Herzegovina

1. Una-Sana
2. Posavina
3. Tuzla
4. Zenica-Doboj
5. Bosnisch Podrinje
6. Centraal-Bosnië
7. Herzegovina-Neretva
8. West-Herzegovina
9. Kanton Sarajevo
10. Kanton 10

## Regio's van de Servische Republiek

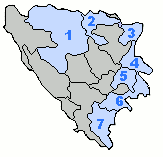
Regio's in de Servische Republiek

De regio's hebben geen bestuurlijke rol. 
1. Banja Luka
2. Doboj
3. Bijeljina
4. Vlasenica
5. Oost-Sarajevo
6. Foča (1992-2004 Srbinje geheten)
7. Trebinje